# Mulguraea ligustrina
Mulguraea ligustrina es una especie de planta fanerógama perteneciente a la familia de las verbenáceas. Es nativo de Sudamérica.

## Distribución y hábitat
El área de distribución nativa de esta especie se extiende en Argentina. Crece principalmente en el bioma templado.

## Taxonomía
La especie fue descrita originalmente como Verbena ligustrina por Mariano Lagasca y publicada en Genera et species plantarum 18, en 1816, actualmente es tanto un sinónimo como el basónimo de esta; y ulteriormente sería transferida al género Mulguraea por Nataly O'Leary y Paola Peralta en Systematic Botany 34(4): 783, en 2009.

#### Etimología
Véase: Mulguraea
ligustrina: epíteto latino que significa "como Ligustrum".

#### Variedades
- Mulguraea ligustrina var. ligustrina
- Mulguraea ligustrina var. lorentzii (Niederl. ex Hieron.) N.O'Leary y P.Peralta, 2009